# LMS 2-6-4T蒸気機関車 (スタニア・2気筒)
LMS 2-6-4T蒸気機関車（スタニア・2気筒）（LMS 2-6-4Tじょうききかんしゃ）は、イギリスのロンドン・ミッドランド・アンド・スコティッシュ鉄道（LMS）が導入した蒸気機関車の1形式である。ウィリアム・スタニアが設計した車輪配置 2-6-4（1C2）のタンク式蒸気機関車で、1935年から1943年までに206両が製造された。LMS 2-6-4T蒸気機関車 (スタニア・3気筒)がベースになった。

## 概要
LMSは2425 - 2494、次に2537 - 2672の番号を付け、イギリス国鉄は番号に40000を加算して42425 - 42494、および42537 - 42672とした。
LMSはそれらを出力区分4Pに、イギリス国鉄は4MTにそれぞれ分類した。本形式はLMS 2-6-4T蒸気機関車 (フェアバーン)の基礎となった。
1960年から廃車が始まり、1967年にすべて廃車された。本形式は現存しないが、LMS 2-6-4T蒸気機関車 (スタニア・3気筒)の2500はイギリス国立鉄道博物館に保存されており、類似の形式であるLMS 2-6-4T蒸気機関車 (フェアバーン)も2両が保存されている。

## 事故
詳細は「イルクバレージャンクション鉄道事故」を参照
1953年8月15日、旅客列車を牽引した機関車No. 42474は、ランカシャー州マンチェスターの Irk Valley Junctionで信号をオーバーランし電車と衝突した。ジャンクションは高架橋にあり、電車の1両がイルク川に 40フィート（12 m）落下した。10人が死亡し、58人が負傷した。